# Antoine Constantin de Prévost
Antoine Constantin de Prévost, né le 17 juillet 1788 à Lieuvillers (Oise), mort le 20 août 1857 à Jouy-en-Josas (Seine-et-Oise), est un général et sénateur français.

## Biographie
Il entre à 18 ans dans les élites de la Garde impériale avec lesquels il fait la campagne de Prusse, et d'où il passe dans le 15e régiment de chasseurs avec le grade de sous-lieutenant. Attaché peu de temps après au général Pierre Mourier en qualité d'aide de camp, il le suit en Espagne et en Portugal. Il se distingue à l'affaire d'Alba de Tormes le 28 novembre 1809, où il est grièvement blessé, en chargeant un carré d'infanterie ennemie, et à celle d'Olta le 7 octobre 1810, où il est atteint d'un coup de feu qui lui traverse la poitrine au moment où il renversait, à la tête d'un peloton, un détachement de cavalerie anglaise.
Appelé à l'armée du Nord, M. de Prévost fait la campagne de Russie et mérite la croix d'honneur sur le champ de bataille de Krasnoï ; il est en outre, l'année suivante, promu au grade de capitaine et fait la campagne de France en 1814.
Après les Cent-Jours, M. de Prévost entre dans les lanciers de la Garde royale pour passer successivement dans les dragons de l'Hérault et dans les chasseurs du Morbihan. Il fait la campagne d'Espagne de 1823-24 et obtient le grade de lieutenant-colonel, la croix de Saint-Ferdinand et celle de Saint-Louis. Il est en outre nommé officier de la Légion d'honneur.
Mis en solde de congé après les événements de 1830, il est bientôt rappelé, entre dans le 2e régiment de chasseurs, puis nommé colonel du 1er régiment de chasseurs avec lequel il fait la campagne de Belgique.
M. de Prévost est créé commandeur de la Légion d'honneur en 1838, puis général de brigade, puis enfin promu au grade de général de division le 7 décembre 1848. Il est élu sénateur le 4 décembre 1854.
Il meurt le 20 août 1857, à Jouy-en-Josas.

## Distinctions
- Légion d'honneur
  - Chevalier de la Légion d'honneur le 2 septembre 1812 ;
  - Officier de la Légion d'honneur le 29 octobre 1828 ;
  - Commandeur de la Légion d'honneur le 27 avril 1838 ;
  - Grand officier de la Légion d'honneur le 7 janvier 1852.
- Chevalier de l'Empire le 2 septembre 1812.